# Сан Лоренцо дел Вало
Сан Лоренцо дел Вало (итал. San Lorenzo del Vallo) је насеље у Италији у округу Козенца, региону Калабрија.
Према процени из 2011. у насељу је живело 2386 становника. Насеље се налази на надморској висини од 332 м.

## Становништво
Према резултатима пописа становништва 2011. у општини је живело 3.465 становника.
| 1931. | 1936. | 1951. | 1961. | 1971. | 1981. | 1991. | 2001. | 2011. |
| ----- | ----- | ----- | ----- | ----- | ----- | ----- | ----- | ----- |
| 1.422 | 1.569 | 2.180 | 2.633 | 2.885 | 3.477 | 3.612 | 3.428 | 3.465 |